# Puchar Beskidów 1967
Puchar Beskidów 1967 – dziesiąta edycja tego pucharu. Rozegrana została w dniach 20-22 stycznia w Wiśle i w Szczyrku. Po raz drugi w historii tego pucharu klasyfikacje łączną wygrał reprezentant Czechosłowacji, w tym przypadku Jiří Raška, który trzy lata wcześniej zajął drugie miejsce. Za nim na podium znalazł się reprezentant NRD Peter Lesser, oraz Ryszard Witke, który dwie edycje wstecz uplasował się na drugiej pozycji.

## Terminarz
Na podstawie danych [1]
| Lp | Data             | Miejscowość | Skocznia | Uwagi | 1. miejsce   | 2. miejsce      | 3. miejsce    |
| -- | ---------------- | ----------- | -------- | ----- | ------------ | --------------- | ------------- |
| 1. | 20 stycznia 1967 | Wisła       | Malinka  | –     | Peter Eržen  | Dieter Müller   | Jiří Raška    |
| 2. | 22 stycznia 1967 | Szczyrk     | Skalite  | –     | Peter Lesser | Bernd Karwofsky | Manfred Queck |

## Klasyfikacja generalna
| Miejsce | Zawodnik      | Punkty |
| ------- | ------------- | ------ |
| 1.      | Jiří Raška    | 442,8  |
| 2.      | Peter Lesser  | 442,5  |
| 3.      | Ryszard Witke | 430,7  |
| ...     |               |        |